# Poesibog (digtsamling)
Poesibog er en digtsamling skrevet af Naja Marie Aidt. Samlingen er forfatterens ottende. Digtene i samlingen dækker til dels over Aidts personlige oplevelser. Samlingen er struktureret ved hjælp af årsttiderne. Bogen blev modtaget meget positivt af anmelderne, der alle roste den.

## Temaer
Temaerne i digtene dækker Naja Marie Aidts egen barndom og erindringer. Desuden behandles livet i 1960'erne og 70'erne i samlingen. Herunder behandles skilsmisse og kollektiv.

## Digte
| 1. "Form som storm" 2. "Vinterglæder" 3. "Vildfaren" 4. "Natten til mandag" 5. "Foråret er kommet 1 (tænders gnidsel)" 6. "Foråret er kommet 2 (pludder)" 7. "Du vågner op på et gulv" 8. "Senere vågner du op på en eng" 9. "Min lede er så stor 1 (alt kogt i smadder)" 10. "Min lede er så stor 2 (søvnløshed)" 11. "Har døden taget noget fra dig 1" 12. "Har døden taget noget fra dig 2" 13. "Bryllup" 14. "Demo" 15. "Hvem" | 1. "Ske" 2. "Aftensang" 3. "Frihed" 4. "Hvad" 5. "Punkt" 6. "Heste" 7. "Man belaver sig på at ville af sted" 8. "Stavelser 5-9" 9. "Stavelser 6-10" 10. "Grå dis, febertåge, markerne forsvundet" 11. "Aften i Skagen" 12. "Efteråret er kommet 1" 13. "Efteråret er kommet 2 (advarsler)" 14. "Så så" 15. "Forsvindingspunkt" 16. "Tænk" | 1. "Udsigt fra legehuset" 2. "Ti år" 3. "Mit spejl" 4. "Skyer" 5. "Elleve år" 6. "I haven" 7. "Tolv år" 8. "Vi kom engang løbende" 9. "Det var ikke sjovt at være en hund" 10. "En regnorm stikker hovedet op af jorden" 11. "Katten Tom" 12. "Vi kom engang hinkende over" 13. "En anden gang var vi taget til Amerika" 14. "Selvportræt (luftens gamle barn)" 15. "Søndag" |